# Timothé Vom Dorp
Timothé Vom Dorp, né le 3 mars 2007, est un acteur français.

## Filmographie

### Cinéma
- 2014 : Suzanne de Katell Quillévéré : Charlie petit
- 2014 : SMS de Gabriel Julien-Laferrière : Milo
- 2015 : Ce sentiment de l'été de Mikhaël Hers : Nils
- 2015 : Belles Familles de Jean-Paul Rappeneau : Hugo
- 2016 : Chocolat de Roschdy Zem : Eugène
- 2016 : Le Fils de Jean de Philippe Lioret : Valentin
- 2017 : Dans la forêt de Gilles Marchand : Tom[1]

### Télévision
- 2014 : Pilules bleues (téléfilm) de Jean-Philippe Amar : Oscar à 6 ans

## Doublage

### Films
- Noah Jupe dans :
  - Sans un bruit (2018) : Marcus Abbott
  - Le Mans 66 (2019) : Peter Miles
  - No Sudden Move (2021) : Matthew Wertz

- 2014 : Cake : Casey Collins (Evan O'Toole)
- 2016 : La Cinquième Vague : Sam Sullivan (Zackary Arthur)
- 2016 : Miss Peregrine et les Enfants particuliers : Hugh Apiston (Milo Parker)
- 2016 : Alice de l'autre côté du miroir : Tarrant Haut-De-Forme, le Chapelier Fou enfant (Louis Ashbourne Serkis)
- 2017 : Le Musée des merveilles : Ben (Oakes Fegley)
- 2018 : Ready Player One : Xo / Sho (Philip Zhao)
- 2018 : La Prophétie de l'horloge : Lewis Barnavelt (Owen Vaccaro)
- 2018 : Mia et le Lion blanc : Theuns (Andrew Stock)
- 2019 : Glass : Joseph Dunn enfant ( ? )
- 2019 : Dora et la Cité perdue : Diego jeune (Malachi Barton)
- 2019 : Sang froid : Ryan Calcote (Nicholas Holmes)
- 2020 : Le Voyage du Docteur Dolittle : Tommy Stubbins (Harry Collett)
- 2021 : Macbeth : le fils de Macduff (Ethan Hutchison)

### Films d'animations
- 2016 : Le Monde de Dory : Nemo, un poisson-clown
- 2016 : Kung Fu Panda 3 : Bao
- 2017 : Baby Boss : Timothé Leslie « Tim » Templeton jeune
- 2017 : Ferdinand : Bones jeune
- 2018 : Les Indestructibles 2 : Dashiell « Dash » Parr / Flèche
- 2018 : Léo et les extraterrestres : Léo
- 2019 : Terra Willy, planète inconnue : Willy
- 2019 : Le Parc des merveilles : Banky

### Séries télévisées
- 2019 : For All Mankind : Shane Baldwin à 10 ans (Tait Blum)

### Séries d'animations
- 2014 : Hé, Oua-Oua : Rouly, l'hippopotame
- 2018-2020 : Baby Boss : Les affaires reprennent : Tim Templeton
- 2020-2022 : Jurassic World : La colo du Crétacé : Darius Bowman

### Jeux vidéo
- 2018 : Lego Les Indestructibles : Dashiell « Dash » Parr / Flèche